# Mont du Lac des Cygnes
Pour les articles homonymes, voir Le Lac des cygnes (homonymie).
Le mont du Lac des Cygnes est une montagne du massif du Lac Jacques-Cartier (chaîne des Laurentides) située au sein du parc national des Grands-Jardins. Son sommet culminant à 980 m d'altitude et qui surplombe la vallée de la rivière du Gouffre est l'une des principales attractions du parc.

## Toponymie
Le nom de la montagne provient d'un lac du même nom situé à 3 km au sud de celui-ci. Il a été utilisé pour la première fois sur une carte du parc des Laurentides de 1942. Quant au nom du lac, celui-ci a une origine obscure, mais il serait connu depuis au moins 1850.

## Activités
Le sentier Mont-du-Lac-des-Cygnes du parc national des Grands-Jardins est d'une longueur de 8,6 km et permet d'accéder au sommet. La dénivellation est de 480 m (altitude de 480 m à la base et 980 m au sommet). Il offre une point de vue sur le lac des Cygnes, l'astroblème de Charlevoix et même le fleuve Saint-Laurent.

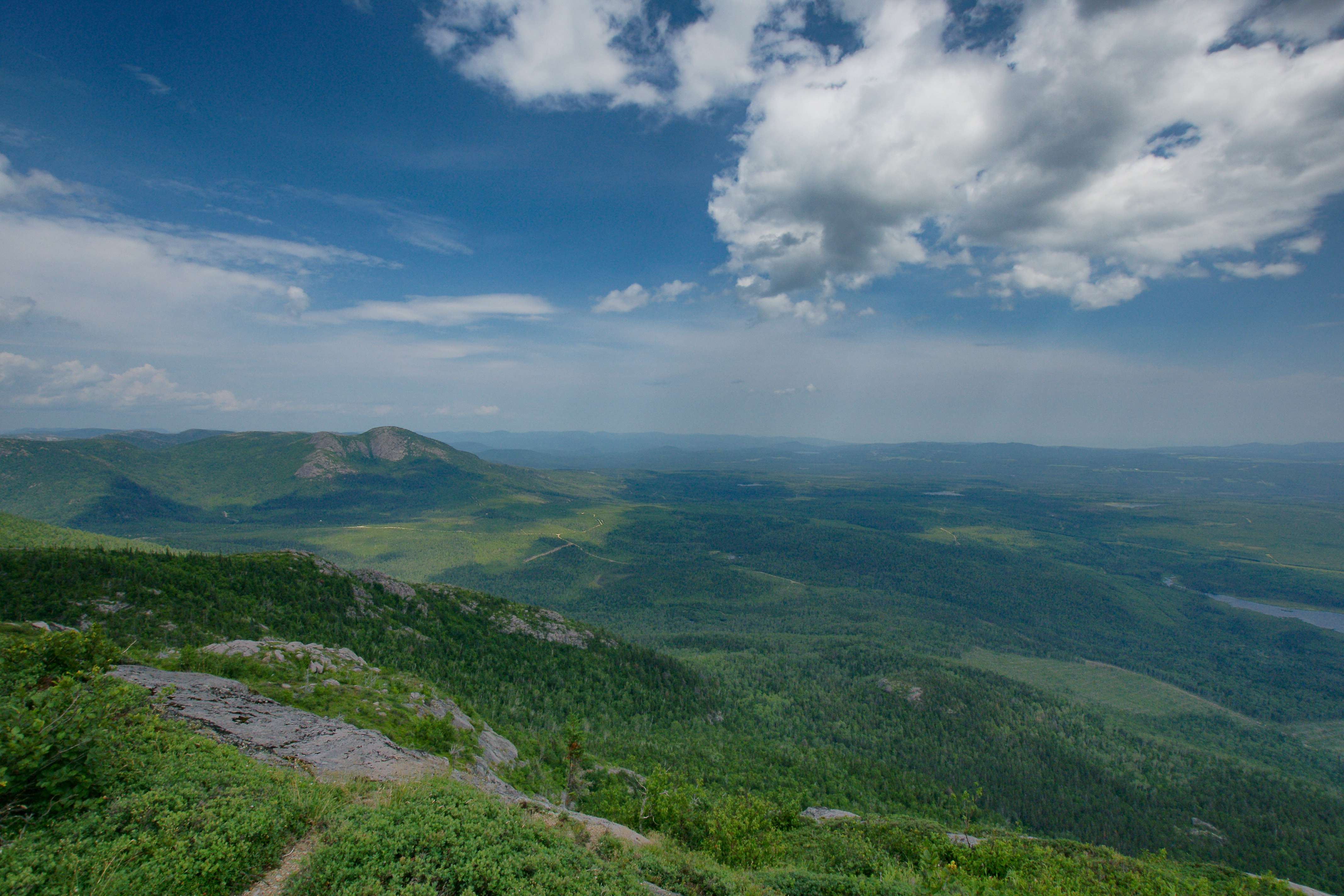
Vue depuis le sommet.
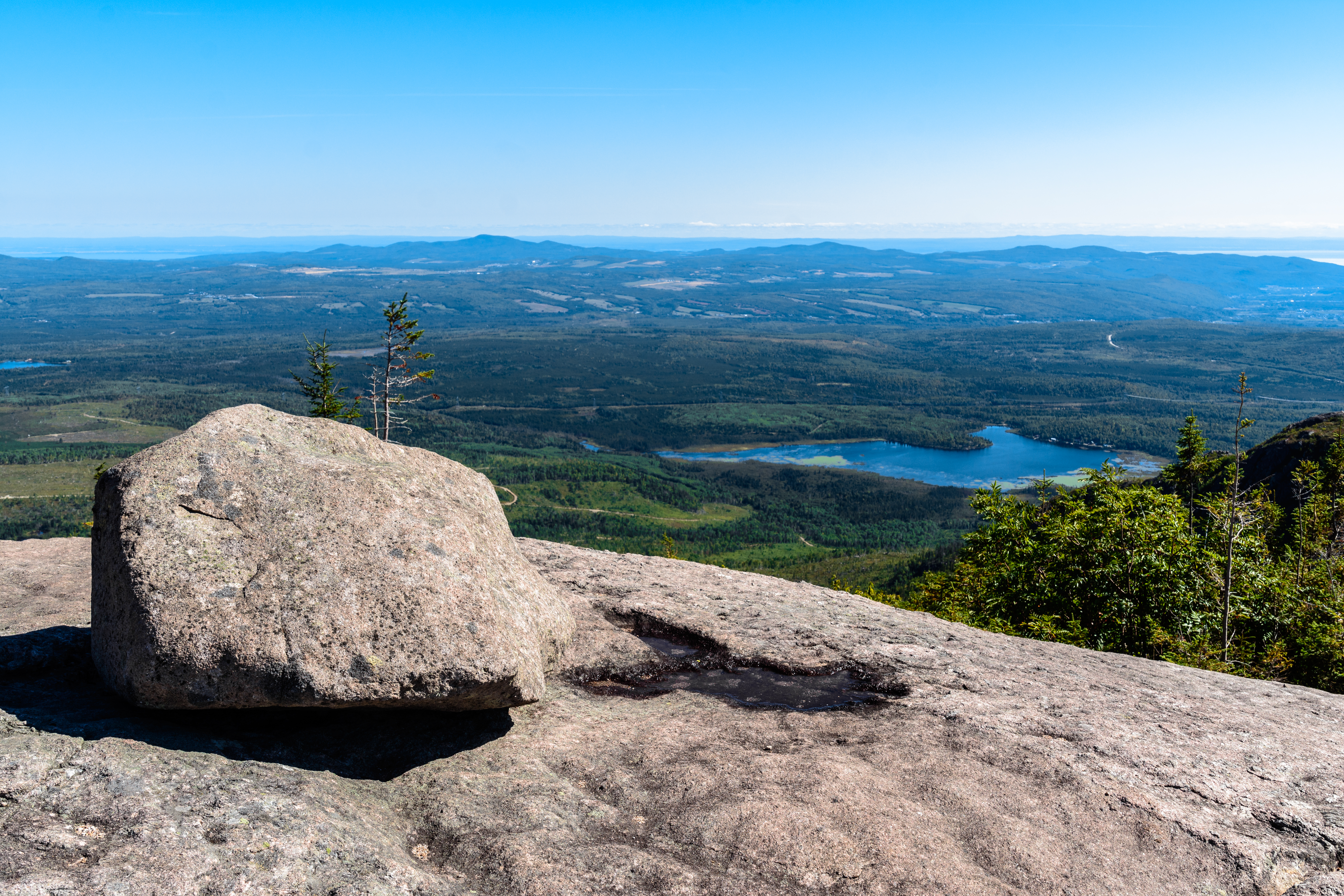
Vue depuis le sommet.
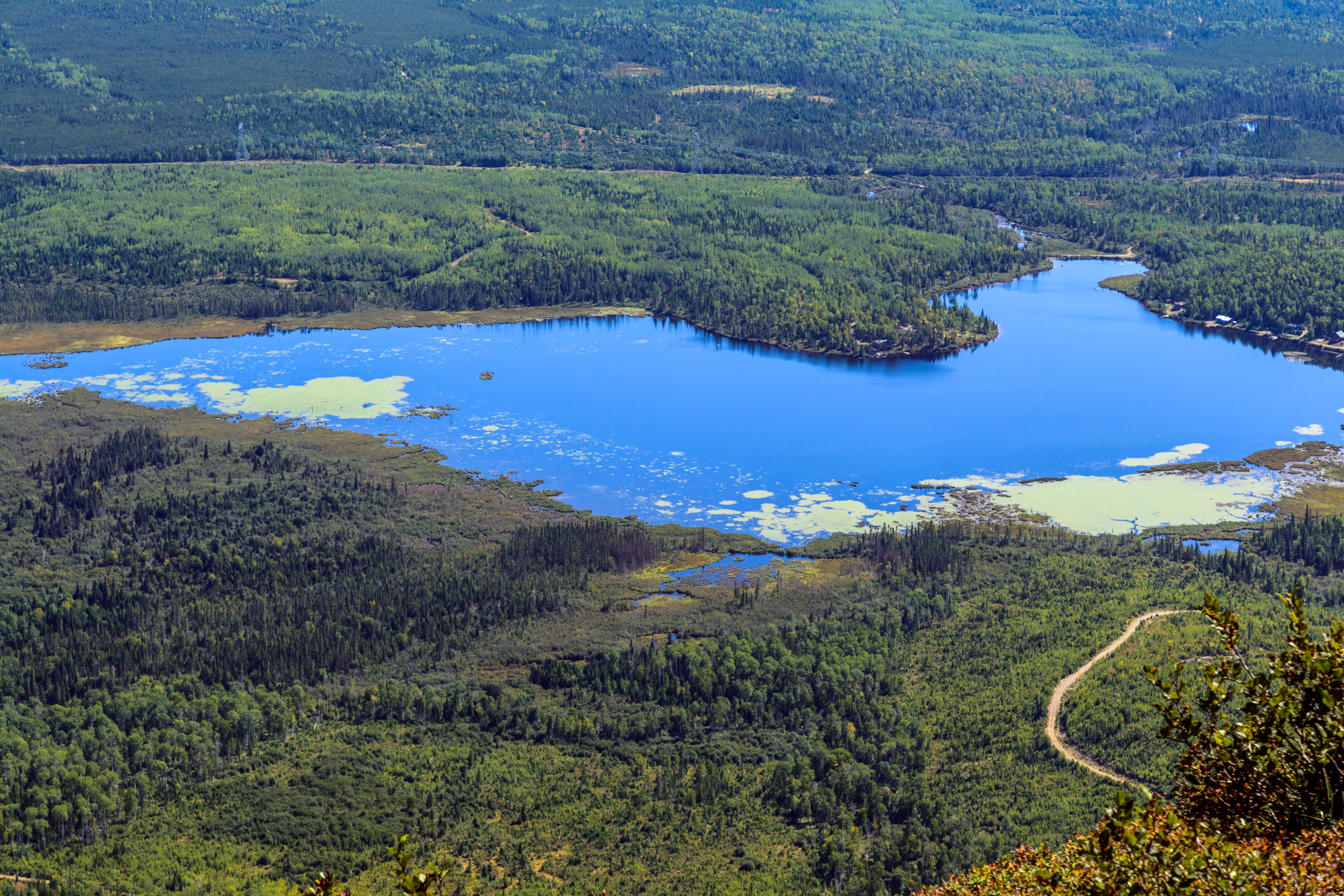
Lac des Cygnes.